# Biathlon-Weltmeisterschaft 1959
Die 2. Biathlon-Weltmeisterschaft wurde 1959 im italienischen Wintersportort Courmayeur ausgetragen. Im Folgejahr gab es wegen der Olympischen Winterspiele in Squaw Valley keine Biathlon-Weltmeisterschaften.

## Biathlon Männer

### Einzel 20 km
| Platz | Sportler            | Zeit [h] | Schießfehler |
| ----- | ------------------- | -------- | ------------ |
| 01    | Wladimir Melanin    | 1:41:05  | 10 (4+4+0+2) |
| 02    | Dmitri Sokolow      | 1:41:15  | 08 (2+2+0+4) |
| 03    | Sven Agge           | 1:43:23  | 06 (4+2+0+0) |
| 04    | Martti Meinilä      | 1:46:26  | 16 (4+8+0+4) |
| 05    | Vilho Ylönen        | 1:41:15  | 08 (2+0+4+2) |
| 06    | Knut Wold           | 1:47:39  | 06 (0+2+2+2) |
| 07    | Walentin Pschenizyn | 1:48:07  | 08 (2+0+4+2) |
| 08    | Maurice Paquette    | 1:48:43  | 10 (2+4+0+4) |
| 09    | Adolf Wiklund       | 1:48:37  | 12 (6+2+2+2) |
| 10    | Henry Hermansen     | 1:51:03  | 18 (0+0+8+8) |

1. Januar 1959

### Staffel 3 × 7,5 km (inoffiziell)
| Platz | Land        | Sportler                                            | Zeit [h] | Schießfehler                                            |
| ----- | ----------- | --------------------------------------------------- | -------- | ------------------------------------------------------- |
| 1     | Sowjetunion | Wladimir Melanin Dmitri Sokolow Walentin Pschenizyn | 5:10:27  | 26 (8+8+0+10) 10 (4+4+0+2) 08 (2+2+0+4) 08 (2+2+0+4)    |
| 2     | Schweden    | Sven Agge Adolf Wiklund Sture Ohlin                 | 5:26:11  | 30 (14+4+4+8) 06 (4+2+0+0) 12 (6+2+2+2) 12 (4+0+2+6)    |
| 3     | Norwegen    | Knut Wold Henry Hermansen Ivar Skøgsrud             | 5:33:47  | 38 (2+4+14+18) 06 (0+2+2+2) 16 (0+0+8+8) 16 (2+2+4+8)   |
| 4     | Finnland    | Martti Meinilä Vilho Ylonen Antti Tyrväinen         | 5:33:49  | 46 (10+16+10+10) 16 (4+8+0+4) 08 (2+0+4+2) 22 (4+8+6+4) |
| 5     | USA         | Maurice Paquette Robert Collins John Burritt        | 5:43:30  | 52 (10+10+14+18) 10 (2+4+0+4) 20 (4+2+6+8) 22 (4+4+8+6) |
| 6     | Italien     | Alpino Ventura Battista Mismetti Virginio Epis      | 5:58:39  | 52 (14+16+14+8) 18 (2+6+6+4) 14 (6+2+4+2) 20 (6+8+4+2)  |
| 7     | Österreich  | Hermann Lackner Hermann Mayr Johann Falkner         | 6:41:28  | 99 (27+26+24+22) 34 (9+9+8+8) 31 (9+8+8+6) 34 (9+9+8+8) |

21. Februar 1959
Zum ersten Mal wurde eine echte Staffel ausgetragen. Es starten nunmehr drei Läufer über je 7,5 km in einer echten Staffel, es wurden nicht wie im Vorjahr nur die Einzelergebnisse der Läufer addiert. Dem Wettbewerb kam wie der Mannschaftswertung zuvor nur inoffizieller Charakter zu. Erst ab den Weltmeisterschaften von Garmisch-Partenkirchen 1966 wurden wieder vier Läufer in der Staffel eingesetzt und der Wettbewerb endlich offiziell.

## Offizieller Medaillenspiegel
ohne Berücksichtigung der inoffiziellen Staffel-Medaillen
| Platz | Nation      | Gold | Silber | Bronze | Gesamt |
| ----- | ----------- | ---- | ------ | ------ | ------ |
| 1     | Sowjetunion | 1    | 1      | 0      | 2      |
| 2     | Schweden    | 0    | 0      | 1      | 1      |

| Platz | Sportler         | Gold | Silber | Bronze | Gesamt |
| ----- | ---------------- | ---- | ------ | ------ | ------ |
| 1     | Wladimir Melanin | 1    | 0      | 0      | 1      |
| 2     | Dmitri Sokolow   | 0    | 1      | 0      | 1      |
| 3     | Sven Agge        | 0    | 0      | 1      | 1      |

## Inoffizieller Medaillenspiegel
mit Berücksichtigung der inoffiziellen Staffel-Medaillen
| Platz | Nation      | Gold | Silber | Bronze | Gesamt |
| ----- | ----------- | ---- | ------ | ------ | ------ |
| 1     | Sowjetunion | 2    | 1      | 0      | 3      |
| 2     | Schweden    | 0    | 1      | 1      | 2      |
| 3     | Norwegen    | 0    | 0      | 1      | 1      |

| Platz | Sportler            | Gold | Silber | Bronze | Gesamt |
| ----- | ------------------- | ---- | ------ | ------ | ------ |
| 1     | Wladimir Melanin    | 2    | 0      | 0      | 2      |
| 2     | Dmitri Sokolow      | 1    | 1      | 0      | 2      |
| 3     | Walentin Pschenizyn | 1    | 0      | 0      | 1      |
| 4     | Sven Agge           | 0    | 1      | 1      | 2      |
| 5     | Adolf Wiklund       | 0    | 1      | 0      | 1      |
| 5     | Sture Ohlin         | 0    | 1      | 0      | 1      |
| 7     | Ivar Skogsrud       | 0    | 0      | 1      | 1      |
| 7     | Henry Hermansen     | 0    | 0      | 1      | 1      |
| 7     | Knut Wold           | 0    | 0      | 1      | 1      |